# Christian Blom (tonsättare)
Christian Blom, född den 20 oktober 1782 på Narverud vid Tønsberg, död den 22 april 1861 i Drammen, var en norsk tonsättare. Han var kusin till Gustav Peter Blom.
Blom var till yrket sjökapten, sedan redare, men studerade därjämte musik och komponerade en uvertyr, en symfoni samt en del sånger. Mest bekant blev han genom sin tonsättning av Bjerregaards Sønner af Norge, som allmänt användes som nationalsång före tillkomsten av Bjørnsons och Nordraaks Ja, vi elsker dette landet.